# Hugo Chila
Pour les articles homonymes, voir Chila (homonymie).
Hugo Dionisio Chila Ayoví (né le 22 juillet 1987 à Santo Domingo) est un athlète équatorien, spécialiste du saut en longueur et du triple saut.
Il remporte la médaille d'argent lors de sa première apparition internationale lors des Championnats du monde juniors 2006 à Pékin, mais il avait déjà remporté le même métal lors Championnats d'Amérique du Sud 2005, titre qu'il remporte en 2006.
Il bat deux records nationaux lors des Jeux bolivariens à Sucre : 8,16 m au saut en longueur le 23 novembre 2009 et 17,03 m au triple saut deux jours après. Il remporte le titre du triple lors des Championnats ibéro-américains 2008.